# Leonardoxa
Leonardoxa es un género de plantas fanerógamas de la familia Fabaceae. Se encuentra en África.

## Especies
A continuación se brinda un listado de las especies del género Leonardoxa aceptadas hasta mayo de 2011, ordenadas alfabéticamente. Para cada una se indica el nombre binomial seguido del autor, abreviado según las convenciones y usos.
- Leonardoxa africana (Baill.) Aubrev.
- Leonardoxa bequaertii (De Wild.) Aubrev.
- Leonardoxa bequaertii var. bergeri Leonard
- Leonardoxa romii (De Wild.) Aubrev.